# Mont Pozzoni
Le mont Pozzoni ou encore mont Pizzuto est une montagne des Apennins culminant à 1 903 m d'altitude, qui se situe à la limite de l'Ombrie et du Latium.
Le fleuve Velino y prend sa source à une altitude de 1 667 m.

## Faune
L'aigle est présent dans la région du mont Pozzoni, tandis que le loup a été réintroduit.